# Viaducto de Fernando Hué
El viaducto Viejo o de Fernando Hué en Teruel (España) fue proyectado por el ingeniero Fernando Hué de la Barrera y construido en 1929 para facilitar la expansión urbanística de Teruel hacia el Sur, donde actualmente se sitúa el Ensanche, y su comunicación con tierras valencianas a través de la carretera Burgos-Sagunto. 
Una de las obras de ingeniería civil de comienzos del siglo XX más importantes de España.
En su construcción se tardaron al menos siete años, por dificultades económicas, si bien la ayuda del entonces director general de Obras Públicas, Carlos Castel y González de Amezúa, fue decisiva. Se inauguró el 29 de octubre de 1929 -siendo alcalde Manuel García Delgado- y la calzada se bautizó con el nombre de avenida de la Reina Cristina. El autor del proyecto fue el Ingeniero de Caminos turolense Fernando Hué de la Barrera, y el presupuesto no alcanzó el millón de pesetas.

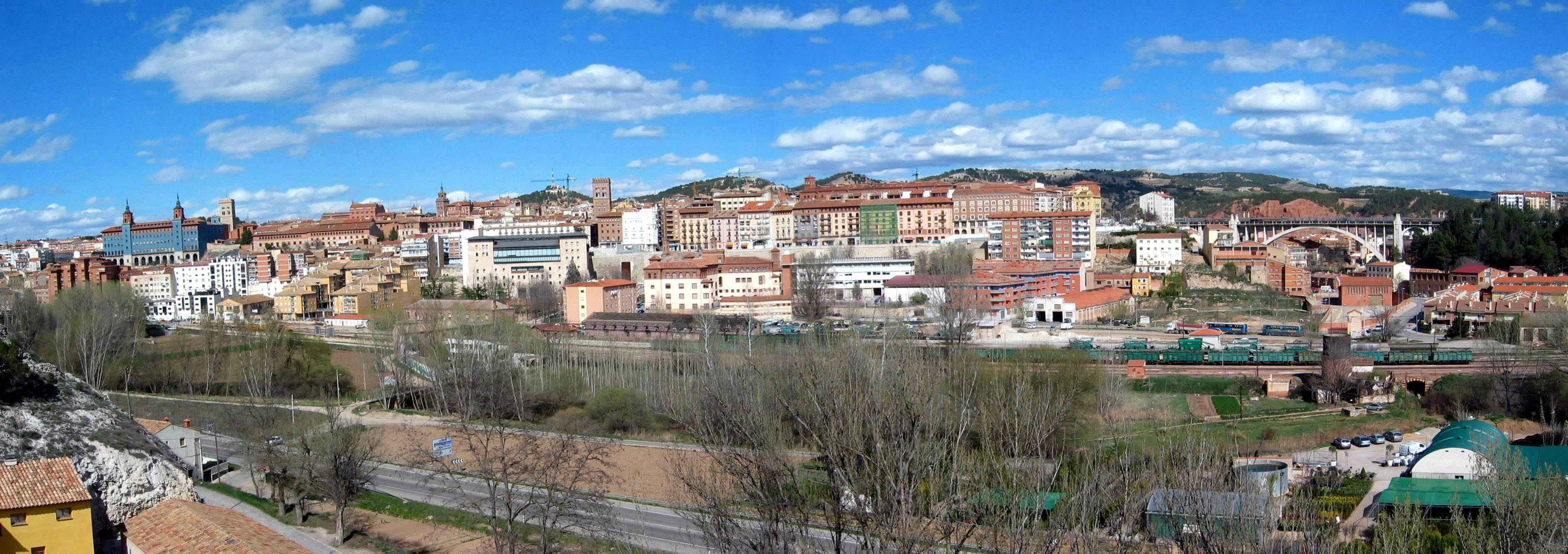
Vista panorámica (occidental) de la ciudad de Teruel, entre el Seminario diocesano (izquierda) y el Viaducto de Fernando Hué (derecha), año 2006.

## Razones para la construcción del puente
Expansión de Teruel; se pretendía que el viaducto uniera la vieja ciudad amurallada con los llanos de Pinilla (Ensanche):

«La construcción del Viaducto fue la otra gran obra del periodo de la Dictadura, pero ésta sí que se concluyó, inaugurándose el 29 de octubre de 1929, 9 años después que hiciera el proyecto el ingeniero Fernando Hué y siendo alcalde Manuel García Delgado. La trascendencia de esta construcción fue mayor que la de la Escalinata, pues el tráfico de la carretera de Valencia ya no subiría por la empinada cuesta del Carrajete. Y permitió, sobre todo, que la ciudad sufriera una gran transformación al poderse expandirse más allá del Viaducto, en la zona conocida como las Viñas de la Florida, terrenos que serían urbanizados y sobre ellos se construiría el primer Ensanche de Teruel».
Hacia la Dictadura de Primo de Rivera, José Serafín Aldecoa Calvo 

La posición de Teruel, hace ver que es impracticable el ensanche de la población, ni que ésta reducida a su estrecho recinto, pueda tener por ello las debidas condiciones de higiene y de aspecto que en toda población moderna se exigen, si no se salva por algún lado con un viaducto esa depresión que la rodea y que puede decirse que la oprime, y ningún lado mejor que el de la carretera Teruel a Sagunto, ya que la meseta de Pinilla, muy especialmente la parte de ella del lado derecho o de las Viñas de la Florida, reúne por su extensión, orientación y agradables vistas hacia la vega del Turia, las mejores condiciones para llegar a construir una higiénica y amplia barriada.
La carretera Teruel – Sagunto (N-234), construida a principios del siglo XIX presenta una pendiente entre el 6 y el 7%, pero el ascenso a la meseta de Pinilla se efectúa con una rampa del 13% en una longitud superior a 300 metros, por ello se propone salir cruzando la Rambla de San Julián a la altura necesaria para no tener que realizar descenso alguno.

## Proyectos y presupuesto del puente

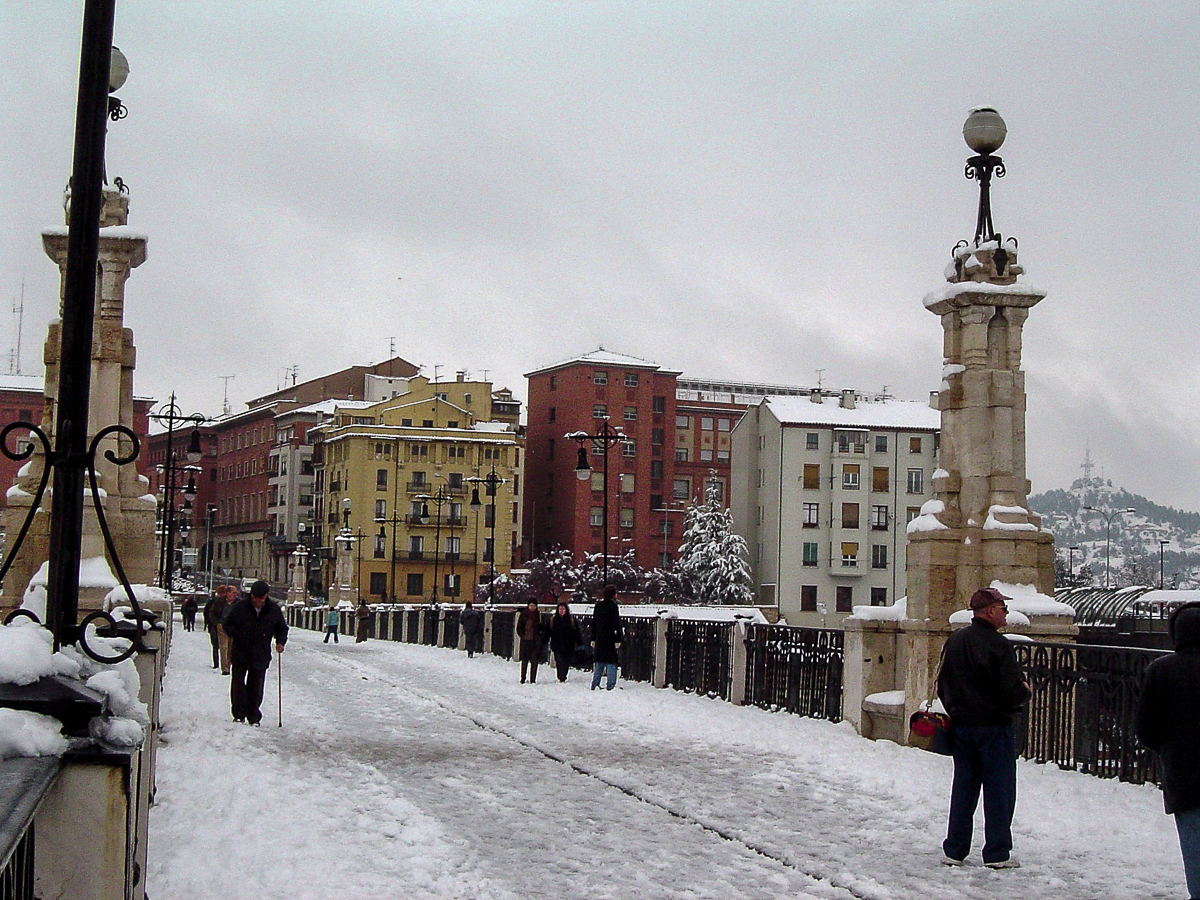
Viaducto en otoño.

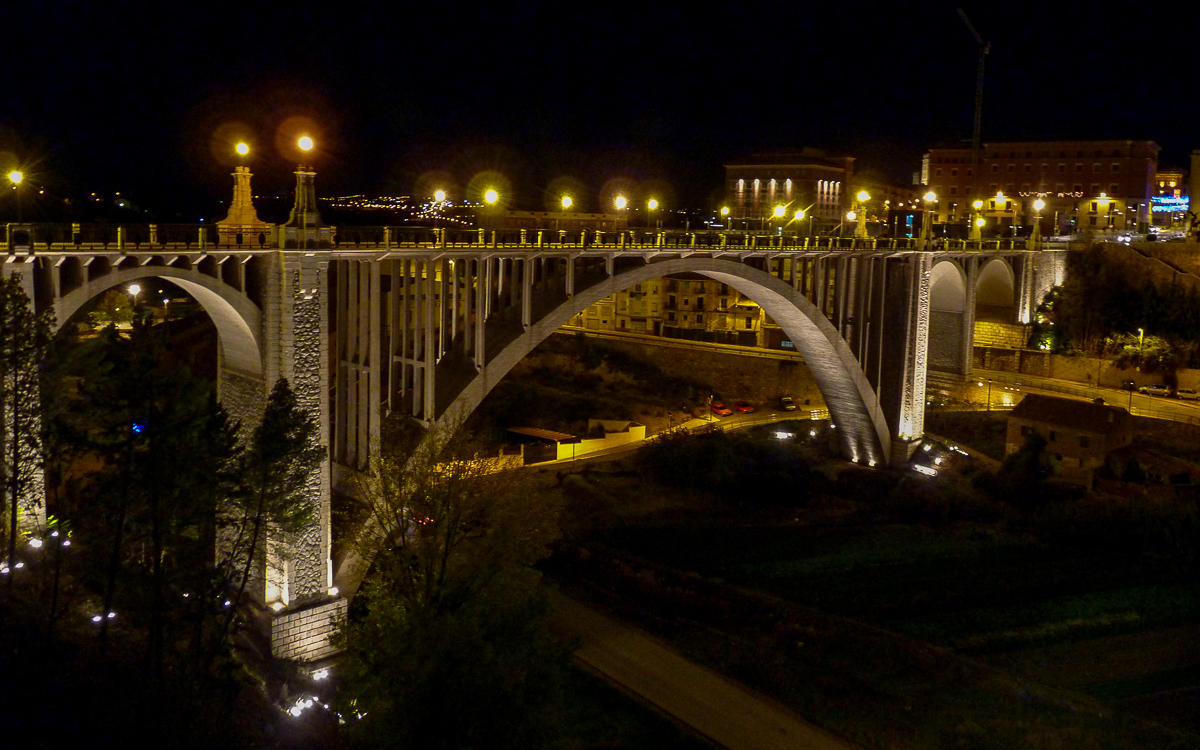
Vista nocturna del viaducto.

El ingeniero de Caminos Fernando Hué sometió un proyecto de variante de dicha carretera. En el informe del ingeniero se apuntan los detalles más significativos para su construcción:

(...) el ancho de explanación se da de 8 m...

(...) no cabiendo solución metálica sino un gran arco, sería preferible la utilización del hormigón armado.

(...) en cuanto a materiales, debe evitarse cuanto se pueda la sillería, que ha de resultar a precio más elevado, dando preferencia a la mampostería y hormigones.

(...) hecha la distribución de claros, se vio que las dimensiones del arco principal podían ser exactamente las mismas que las del puente proyectado y construido por el ingeniero profesor de Zurcí (Suiza), D.E. Mörsch, sobre el río Sitter, que es de 79 metros de luz y 26,50 m. de flecha, no de forma circular.

(...) mejor un solo arco por existir en el fondo del cauce de la Rambla de San Julián, una capa de acarreos de gran altura.

Para el ingeniero jefe era muy conveniente que la obra se sacara a concurso entre las empresas que en España se dedicaban a la construcción del hormigón armado y añade: «el proyecto cuyo importe de ejecución material es de 672.602 pesetas y el de contrata 773.493 pesetas, hubiera ascendido en tiempo normal anterior a la Guerra Civil Española a tan sólo unas 300.000 pesetas».
Cinco años más tarde de aprobado el proyecto, se produce una reforma en la variante de la carretera de 2º orden de Teruel a Sagunto, km 1 y 2.
En el primitivo proyecto se contemplaba una explanación para el firme de 8 m, si bien en el reformado:

(...) haciendo el afirmado de 5 metros, pero dando a cada uno de los andenes 1,50 metros, ya que la proximidad a la población y más aún la probabilidad de que la ciudad se ensanche por la otra parte del viaducto, hará que el tránsito de peatones pueda ser importante. Tratándose de un arco empotrado, la luz teóricamente será de 79,80 metros y la flecha de 25.50 metros. Se suponen bajo los andenes tuberías de 80 y 60 kilos por metro lineal, calculando en 250 kilos el peso de la barandilla para poderla poner de piedra artificial o de hierro y también el de las pilastras por si alguna vez se colocan columnas con faroles o adornos.

Se buscaba, como ahora con el nuevo puente, una adecuada ornamentación, que si en aquel entonces ascendía el coste a 18.376 pesetas, hoy supera la cifra de 230 millones

## Materiales empleados

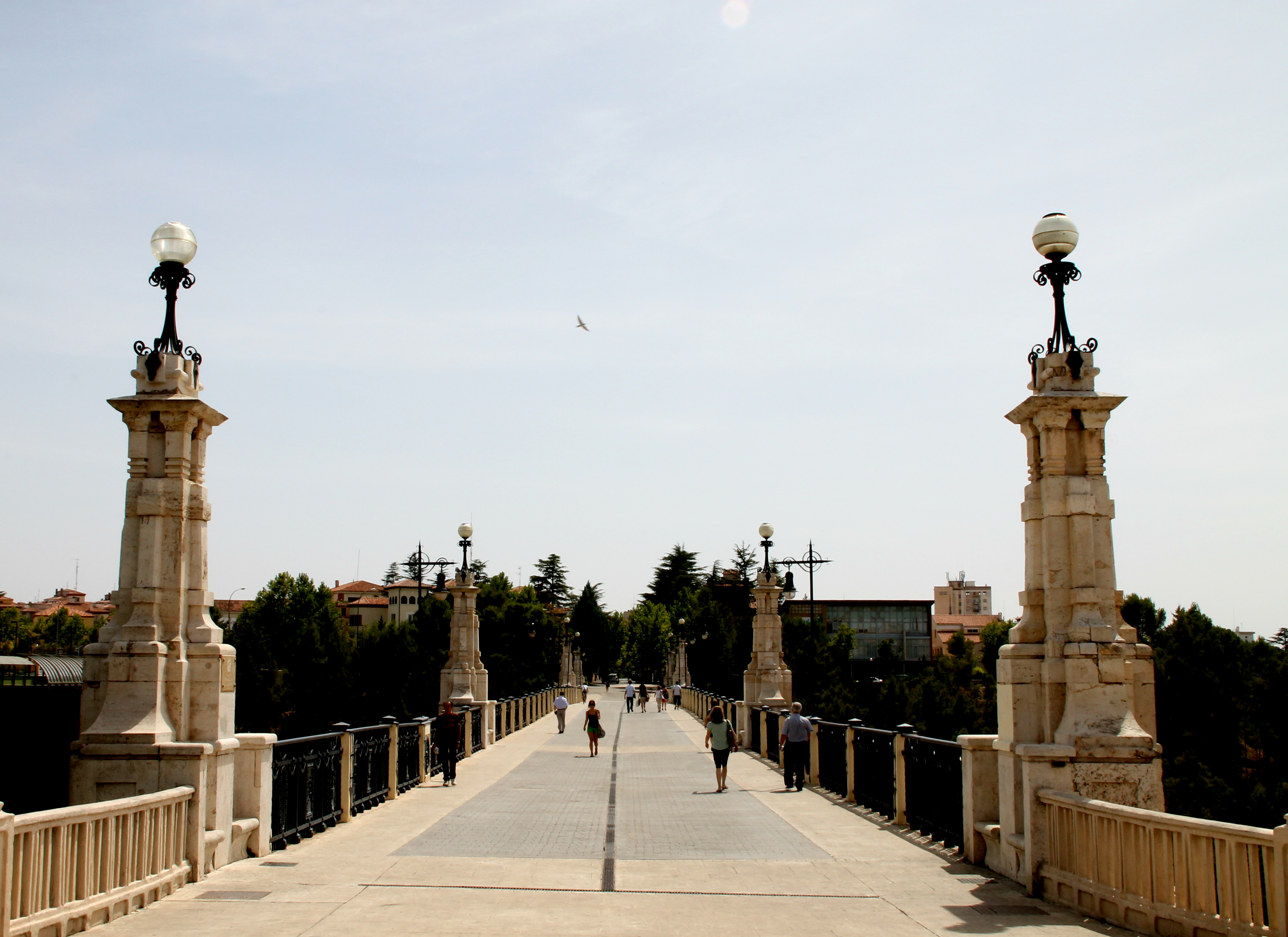
Viaducto.

La sillería de caliza blanca es de la cantera de la Escaleruela; la mampostería de relleno y de paramento de los muros, pertenecen a las calizas de la Peña del Macho.
Su sólida fábrica es fruto del acertado uso de diversos materiales. Está compuesto por cinco grandes arcos de hormigón armado separados entre sí por grandes pilares de mampostería con sillares de refuerzo en las esquinas, mientras que los muros de unión entre los estribos y el terreno natural están realizados únicamente en mampostería. 
El trasdós de cada arco va unido por medio de ternas de pilares de hormigón de armado a la pasarela de tránsito superior, donde sobresalen los ocho remates levantados sobre cada uno de los pilares para dar una mayor esbeltez al monumento. 
Esta zona de tránsito, hoy peatonal, aparece protegida a ambos lados por unas barandillas metálicas con decoración heráldica, que embellecen el perfil de esta obra que ya forma parte sustancial del paisaje urbano turolense. 
Su pavimento y sistema de alumbrado se han renovado en varias ocasiones y su estado de conservación es bueno en general. 

## Descripción técnica del puente[3][4]
La bóveda principal tiene 1,20 metros de espesor en la clave, y 2,40 metros en los arranques, normalmente a su eje. La longitud del cañón en el trasdós de la clave es de 5,50 metros, y en el intradós de los arranques, 6,608 metros, en razón del talud de 1/50 que tienen sus frentes.
Las otras bóvedas tienen 0,60 metros de espesor en la clave, y 1,40 metros donde el trasdós corta a los apoyos. El radio del intradós es 7,20 metros, y el del trasdós, 9,87 metros. La longitud de cada cañón es, asimismo, 5,50 metros en el trasdós de la clave, y en el intradós del arranque es de 5,812 metros; donde termina el trasdós la referida longitud es de 5,59 metros.
El Viaducto tiene ocho metros de anchura entre barandillas: los cinco centrales son para la parte rodada, pavimentada con losetas de asfalto comprimido de 0,20 X 0,10 X 0,04 metros. Los otros tres metros se distribuyen a razón de 1,50 metros para cada andén volado, compuesto de dos registros longitudinales, para alojar cañerías de agua y gas y cables eléctricos, recubiertos con tapas de hormigón armado, y pavimentados con losetas de cemento comprimidos, de 0,20 x 0,20 x 0,02 metros, formando cada una ocho recuadros.
El peso del tablero se transmite, a la bóveda central por ocho palizadas, a cada lado de la clave, a 4,80 metros de separación, teniendo las extremas 18 metros de altura. Cada palizada se compone de cuatro pilares, a 1,667 metros de separación entre ejes, distando los extremos cinco metros, que es la anchura de la calzada en la parte central, según se ha dicho. Los pilares centrales de cada palizada son de 0,40 metros de lado, excepto los de las palizadas de 18 metros de altura, que son de 0,45 de escuadría. Los pilares extremos son de sección cruciforme, y el nervio exterior, de 0,30 metros de grueso, tiene un saliente de 0,15 metros en la parte superior, y va aumentando hacia la parte inferior, de apoyo sobre la bóveda, de suerte que las caras de todas las palizadas y los frentes de la bóveda están en planos inclinados, con talud de 1/50.
Los cuatro pilares de cada palizada van enlazados en su parte superior por riostras de 0,40 de escuadría, y las dos más altas de cada extremo de la bóveda llevan otro arriostramiento igual de 7,70 metros más abajo. Las dos primeras palizadas, cercanas a la clave, son macizas por su pequeña altura.
Sobre los pilares de estas palizadas, a partir de la segunda, se apoyan cuatro largueros longitudinales, y entre los tramos extremos y los pilastrones se interponen rodillos de dilatación. Los largueros de los tres tramos centrales no llevan armaduras. Los largueros sostienen los tres forjados del tablero, armados transversalmente, y los andenes van sostenidos por ménsulas voladas, empotradas en la parte superior de las palizadas; en los extremos de estas ménsulas van empotrados los pilares de 0,30 X 0,30 metros, para apoyo de la barandilla metálica.
En las bóvedas laterales, el tablero se apoya sobre tabiques transversales y no existen largueros. Los frentes de estos tabiques y bóvedas tienen el mismo talud de 1/50 que la bóveda principal. De ciertos tabiques salen ménsulas voladas que sostienen la barandilla. Las otras ménsulas son decorativas. Los forjados se apoyan directamente sobre los tabiques, llevando armadura longitudinal.
La barandilla, de 1,30 metros de altura, es de carácter monumental, llevando en la clave los escudos coronados de España, al exterior, y de Teruel, al interior. En los entrepaños, de 4,80 metros entre ejes, van otros escudos de Castilla, de León, de Navarra, de Aragón, de Teruel y de Valencia, diestramente combinados.
La sillería de caliza blanca es de la cantera de la Escaleruela; la mampostería de relleno y de paramento de los muros, pertenecen a las calizas de la Peña del Macho. El cemento era de Asland.

## Mediciones
- Mediciones:
  - Parte central
    - Excavación: 2.572,330 m³
    - Mampostería ordinaria: 2.338,143 m³
    - Hormigón en masa: 1.210,530 m³
    - Hormigón armado: 2.228,002 m³
    - Sillería desbatada: 72,446 m³
    - Sillería recta labrada: 222,572 m³
    - Sillería aplantillada labrada: 6,939 m³
    - Acero en armaduras: 72.908,714 kg
    - Hierro laminado: 507,174 kg
    - Acero moldeado en apoyos: 1.883,576 kg

  - Partes laterales
    - Excavación: 2.556,670 m³
    - Mampostería ordinaria: 2.878,608 m³
    - Hormigón en masa: 1.134,330 m³
    - Hormigón armado: 204,509 m³
    - Sillería desbatada: 21,533 m³
    - Sillería recta labrada: 151,056 m³
    - Sillería aplantillada labrada: 19,363 m³
    - Acero en armaduras: 9130,074 kg

## Presupuesto y coste total de la obra
Presupuesto de contrata para la ejecución de la variante de la carretera y puente:
- Ejecución material: 790.490 pts
  - Viaducto: 700.472,27 pts.
    - Cimbras, moldes y medios auciliares: 100.000 pts.

  - Demás obras del tramo de carretera: 90.017,73 pts.
- Imprevistos (1%): 7.905 pts
- Dirección y administración (5%):39.525 pts
- Beneficio industrial (9%): 71.144 pts
- Total presupuesto de ejecución por contrata: 909.064 pts

Las obras de la variante de la carretera se hicieron en una longitud de 1.414,47 m.